# Blackdown Java
Blackdown war ein Projekt zur Portierung der Programmiersprache Java auf das Betriebssystem Linux. Java dient zur Erstellung und Ausführung von Computerprogrammen. Die Blackdown-Entwickler nutzten dabei die Quelltexte des JDK und des JRE von Sun Microsystems, die unter einer entsprechenden Lizenz freigegeben sind. Sie fügten Patches hinzu, die Blackdown auf Linux lauffähig machten. Dabei wurde nicht nur die PC-Plattform unterstützt, sondern auch weitere von Linux benutzte Plattformen.
Sun übernahm später die Blackdown-Patches, um seinerseits eine Linux-Variante von Java herauszugeben, allerdings unterstützt diese Variante nur die PC-Plattform.
Entgegen allgemeiner Meinung ist die Blackdown-Software keine Open-Source-Software nach der Definition der Open Source Initiative (OSI). Da die Quelltexte von Sun verwendet werden, gelten dort gemachte Einschränkungen. Diese sind nicht kompatibel mit der Definition der OSI. So entsteht die paradoxe Situation, dass die Quelltexte zwar verfügbar sind, die Software aber von vielen nicht als Open-Source bezeichnet wird.
Als Open-Source-Alternative gibt es das Projekt Kaffe für die Java Virtual Machine und GNU Classpath für die Klassenbibliotheken (Blackdown lieferte beides).
Im August 2007 wurde das Blackdown-Projekt beendet, nachdem es durch die Anfang 2007 erfolgte Veröffentlichung von OpenJDK obsolet geworden war.